# Індра IV
Індра IV — останній правитель з династії Раштракутів.

## Правління
Цар Західних Гангів Марасімха II намагався утримати імперію Раштракутів, але зазнав невдачі. За дев'ять років після сходження на престол Індри IV існування імператорської династії Раштракутів стало історією.